# 霧山城
霧山城（きりやまじょう）または多気城（たげじょう）は、伊勢国一志郡多気（現在の三重県津市美杉町上多気および美杉町下多気）にあった日本の城。城跡は国の史跡に指定されている（史跡「多気北畠氏城館跡」のうち）。
伊勢国司から戦国大名となった北畠氏の本拠地であり、16,000騎を有する大将にふさわしい城郭であった。

## 概要
多気は伊勢国と大和国を結ぶ伊勢本街道沿いにある交通の要所であると同時に、7つの経路のどれをとっても峠越えとなる天然の要害であった。城郭本体だけでなく、麓の城下町まで含めて、大要塞を成していたとも解釈できる。城下には3,500戸ほどが建ち並び、700人から1,000人の家臣が暮らしていた多気から南西へ16里行けば南朝の拠点である吉野へ、南東へ12里行けば伊勢神宮へ至ることから、どちらで非常事態が発生しても1日で駆け付けることができた。南朝へ米や海産物を運び込む上でも好都合であった。また北朝の都・京都に比較的近いことも利点の1つであった。
城の名前は『三国地誌』・『勢陽五鈴遺響』では霧山城と多気城の両方が用いられている。北畠氏の本拠であり、240年に渡り難攻不落の城としてそびえたっていたが、織田信長勢に攻められて落城した。

## 城郭の構造

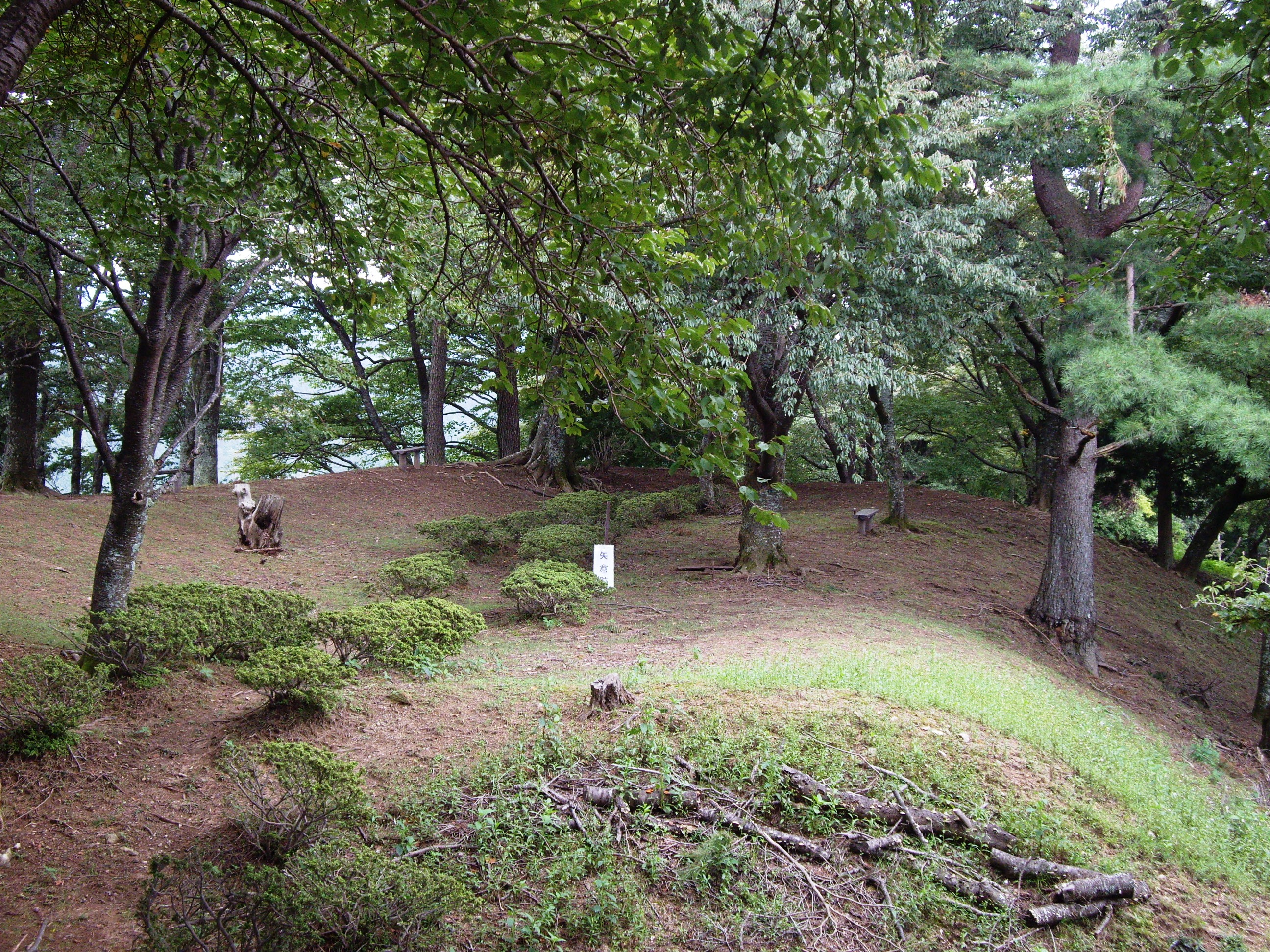
北東郭・矢倉跡

多気盆地の西方にある標高560m、比高240mの山の頂に築城され、南東約1.1kmの麓には多気御所（国司の館）があった。急峻な尾根に2条の堀切を設け、長さ120m×幅30mの範囲に北東郭と南西郭の2郭が存在した。北東郭は三方を土塁で固め、南西郭は北東郭よりも高い位置にあり、四方に土塁を築いていた。このため、南西郭が城の中心核であると考えられる。本丸の近くに鐘撞堂を設けていた。
現代も往時も霧山城まで登ることは容易ではなかったことから、北畠氏は平常時は多気御所に住み、霧山城は詰めの城として使用していた。霧山城を取り囲むように支城が並び、霧山城を守護する経塚屋敷もあった。
多気に至る津市美杉町丹生俣からの杉峠と松阪市飯高町赤桶からのしょう路越（「しょう」はたつへんに章）には峠口に砦を、松阪市飯南町上仁柿からの櫃坂峠と津市美杉町奥津からの飼坂峠には関所を、松阪市嬉野上小川町からの白口峠と津市美杉町下之川からの桜峠と津市美杉町八知からの比津峠・漆峠には峠口に監所を置き、外郭としての機能を果たしていた。

## 城下町の構造

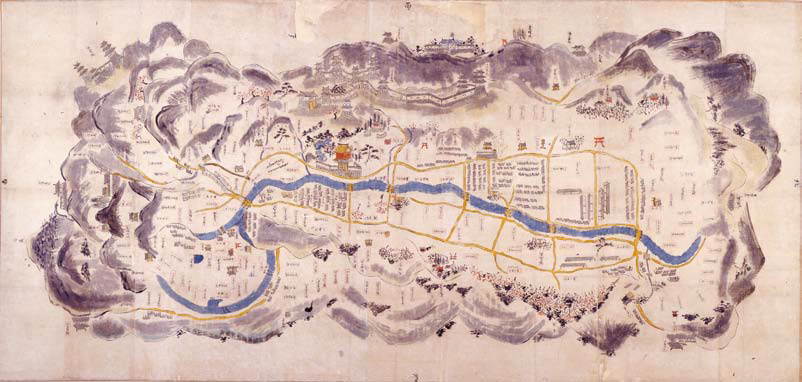
多気城下絵図（江戸時代）

城下町の戸数は3,500戸であった。現存する記録では、城があった頃の多気の様子を山間の辺鄙（へんぴ）なところとして描いている。天保10年（1839年）の斎藤正謙著『伊勢国司紀略』によると、国司館（多気御所）から南に1町、東に5町、北に10町のところにそれぞれ家臣団の屋敷があり、有力な家臣の藤力屋敷は半町四方（＝900坪）であった。寺院は鎮福利院など約20寺が東と北の屋敷の外側に散在していたが、神社は少なかった。
霧山城下に居を構えた家臣は複数の史書を照合すると700人から1,000人ほどで、全家臣15,000人のうちの20分の1から15分の1が多気に控えていたことになる。多気御所の左右両側は御犬馬場、御的場、御米土蔵、重臣・内者の屋敷など約200の建物が並んでいた。ほかに市場や御用主屋舗が数か所に分かれて集中し、商工業者も少なからず集まっていた。『多気分野図』を読むと、武士と庶民が混住しているように見えるが、現存する地名を分析すると、庶民は南方や東方に多くいたようである。
天正4年（1576年）の霧山城落城により城下町も消えていったが、江戸時代にはお伊勢参りの人々が集う宿場町として再生した。21世紀初頭には「山深いのどかな里」となり、旧家が建ち並ぶ。

## 歴史

### 北畠氏の本拠の建設
南北朝時代初期、北畠氏の拠点であった南勢（伊勢国南部）にある平地の城郭は次々に落城し、北畠顕能は長期戦に耐えうる城として興国3年（1342年）または興国4年（1343年）に、一志郡多気に城を構えた。当時17歳であった顕能は、交通の要所であったことから多気を選んだ。南北朝期の大小数十回に及ぶ戦では、北畠軍は1度を除いて霧山城から出陣していた。その後、出陣の拠点は阿坂城（白米城）へ移った。

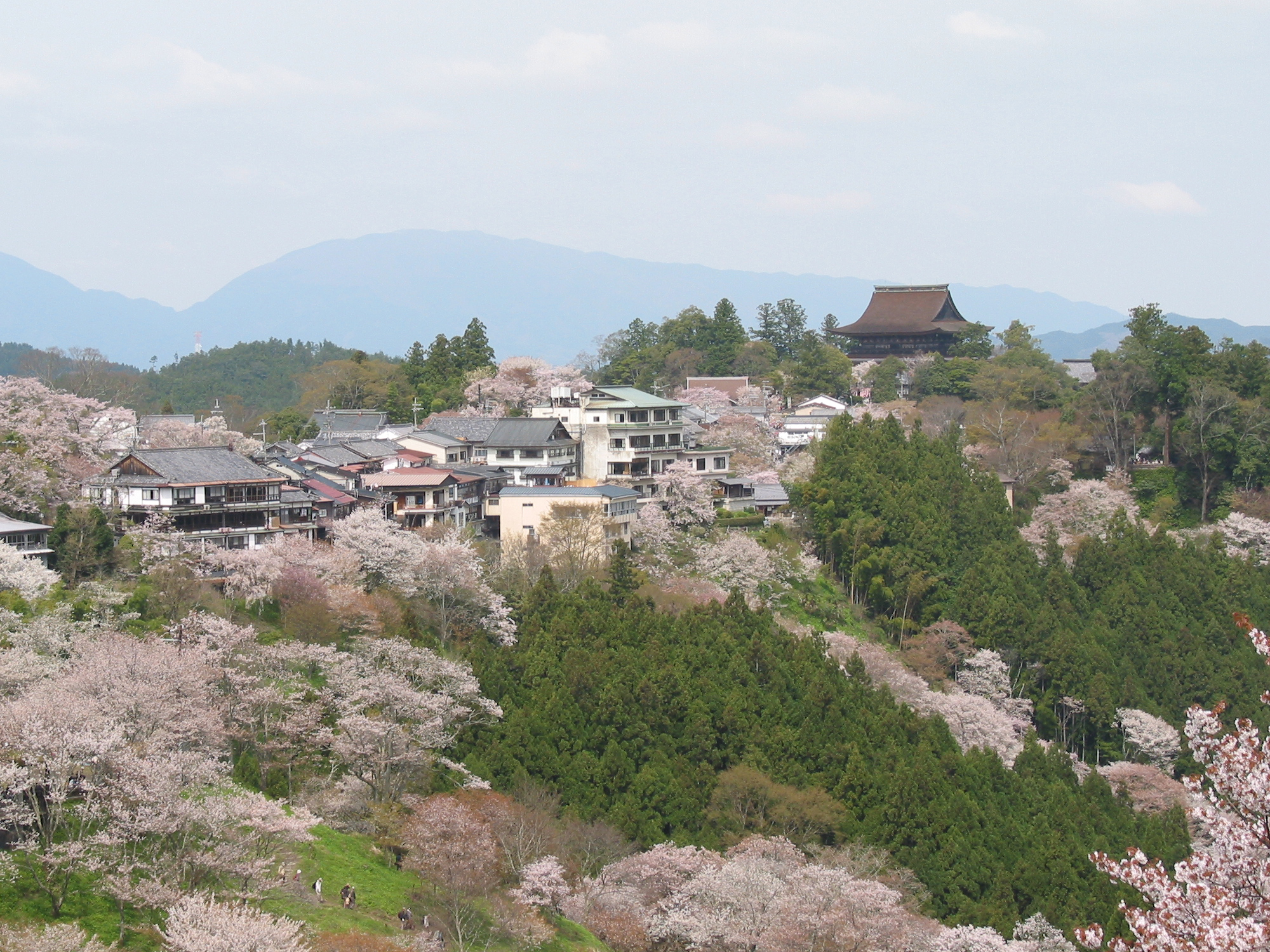
吉野

正平年間になると、南朝方の軍勢は、北畠氏と楠木氏だけになっていた。そして正平3年/貞和4年1月5日（1348年2月4日）、四條畷の戦いで楠木正行が討ち取られ、正行を破った北朝方の高師直は吉野へ攻め入り、皇居に火を放った。急報を受けた顕能は500騎を率いて多気より進軍し、警戒した足利氏は退却した。顕能は弘和3年/永徳3年7月28日（1383年8月27日）に58歳にして多気山荘にて亡くなった。
元中9年/明徳3年閏10月5日（1392年11月19日）、明徳の和約にしたがって南北朝が統一された。しかし明徳の和約で約束されていた両統迭立は称光天皇の即位によって破られ、応永22年（1415年）春に北畠満雅は阿坂城から挙兵した。この頃の霧山城に関連する記録としては、正長元年（1428年）7月に小倉宮聖承が京都嵯峨から逃亡し、同年7月16日（8月26日）に室町幕府は多気付近にいることを確認、更に同月19日（8月29日）には少なくとも同月10日（8月20日）から多気より奥にある興津（現・津市美杉町奥津）に潜んでいることを突き止めた、ということのみである。小倉宮は翌正長2年（1429年）3月まで霧山城でかくまわれていたが、その後行方不明となった。

### 安定期から落城へ
満雅の代までの北畠氏は北朝や室町幕府と対立してきたが、北畠教具は赤松教康を殺害したことで幕府の心証を良くし、文明16年（1484年）4月に9代将軍足利義尚は伊勢神宮への参詣途上で霧山城に立ち寄っている。明応8年（1499年）に霧山城は焼失し、永正3年（1506年）に再建された。時代は下って大永2年（1522年）7月には連歌師の宗碩（そうせき）が霧山城下を訪れ、以下のように記している。同年の10月には、同じく連歌師の宗長が城下を訪れ、2、3日ほど滞在した。

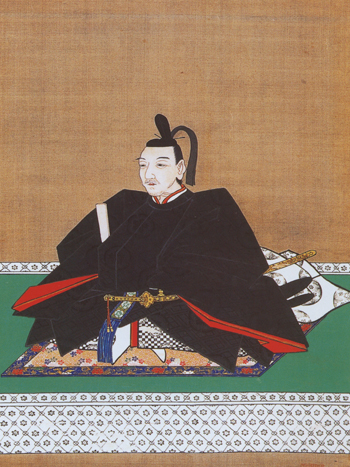
織田信雄

永禄（1558年 - 1570年）末期になると、織田信長が北勢（伊勢国北部）に侵攻してきたため、霧山城に次ぐ要衝であった大河内城へ本拠を移した。『甲陽軍鑑』にも
| 「 | 国司の居城は伊勢たけいと云所なれ共、敵に奥まれ押こまれはとて、おかはちと云城に籠給ふ | 」 |

と記載されている。ただし、大河内城を対織田戦の軍事拠点として位置づけ、本拠自体を大河内へ移したわけではないとする研究者もいる。霧山城には城代として北畠政成を残した。さらに木造城（こつくりじょう）主の木造具政は北畠本家に対して永禄12年（1569年）5月に謀反を起こし、同年8月には信長が木造城入りした。そして北畠と織田の戦闘が阿坂城とその支城の高城、そして船江城を舞台に繰り広げられ、同年8月28日（10月8日）には大河内城の戦いが始まった。この戦いでは、50日に及ぶ籠城戦の末、信長の子・織田信雄を北畠具房の養子にするなどの条件で和睦した(大河内城の戦い)。
天正3年（1575年）、信長は具房を隠居させ、信雄を大河内城から度会郡の田丸城へ移した。そして翌天正4年（1576年）11月、信雄は討主に命じて多気郡の三瀬御所を攻撃させ、北畠具教と北畠一族の13人を殺害し、事実上北畠氏は滅亡した。三瀬御所で具教が殺害された直後、霧山城にも羽柴秀吉・神戸信孝・関盛信らが率いる大軍が送り込まれ、城代の政成は必死に防戦したが、城館を焼き払われ、落城した。（三瀬の変）

### 文化財としての保護
城跡は1936年（昭和11年）に「霧山城跡」の名称で日本国の史跡に指定、山麓の北畠神社にある庭園は「北畠氏館跡庭園」の名称で日本国の名勝および史跡に指定された。市町村合併前の美杉村教育委員会は、1996年（平成8年）度から2005年（平成17年）度まで北畠氏館跡（多気御所）の発掘調査を実施した。2006年（平成18年）7月28日付で、文部科学大臣により史跡の統合・追加指定および名称変更が行われた。これにより、「霧山城跡」と「北畠氏館跡庭園」の2件の史跡を統合し、指定地域を追加したうえで、指定名称が「多気北畠氏城館跡 北畠氏館跡 霧山城跡」と変更された。統合・追加指定後の史跡指定地の総面積は268,906.91m2（うち城跡の面積は15,000m2）となった。
津市教育委員会は津市埋蔵文化センター多気北畠氏遺跡調査分室を設置し、2006年（平成18年）度にも城館跡の発掘調査を行っている。

## 歴代城主
北畠氏9代が240年に渡って霧山城に拠った。
- 初代：北畠顕能
- 2代：北畠顕泰
- 3代：北畠満雅
- 4代：北畠教具
- 5代：北畠政郷
- 6代：北畠材親
- 7代：北畠晴具
- 8代：北畠具教
- 9代：北畠具房

## 遺構

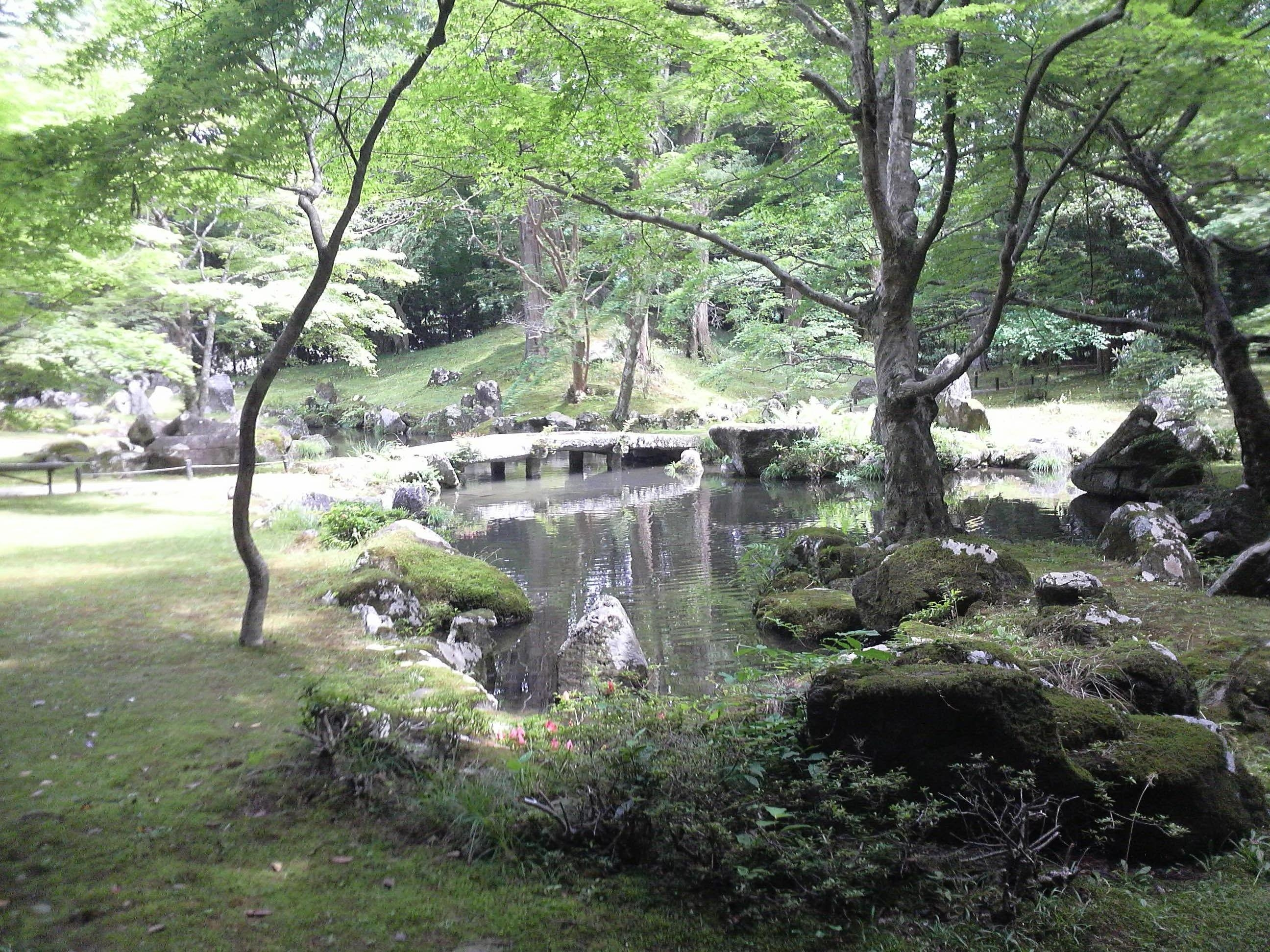
北畠氏館跡庭園

遺構の日常的な管理は、津市より委託を受けた霧山城跡保存会によって行われている。遺構としては堀切や土塁が残り、中世の山城の景観をよく保存している。城跡からは四方に視界が開け、西を見れば雲出川を隔てて伊賀や奈良県の山々、東を見れば眼下に多気の村落と局ヶ岳があり、その奥に伊勢平野が広がる。また、本丸から南東に200m行ったところに鐘撞堂と呼ばれる、堀切を備えた台状地が残る。この台状地は不整形で、低く短い土塁が南西部に見られる。
北畠神社の裏手より尾根伝いに上ると山頂の霧山城に達する。北畠神社からの登山距離は約2km。最寄駅であるJR名松線伊勢奥津駅からは徒歩で約1時間かかる。北畠神社は多気御所の跡地であり、北畠氏滅亡後は真善院となり、明治時代には多気小学校の敷地となった。往時を偲ばせる池泉式回遊庭園（北畠氏館跡庭園）が残る。
さらに、八手俣川（はてまたがわ）の対岸にある美杉町下多気小字六田には東御所（東御所金吾城）という土塁・堀を持つ居館跡がある。発掘調査によって見つかっている館跡には15世紀前半前期と15世紀末と16世紀初頭の2系統があり、前者には日本の歴史上でも古い石垣などが確認されている。